# Villanueva de Gormaz
Villanueva de Gormaz település Spanyolországban, Soria tartományban. Villanueva de Gormaz Burgo de Osma-Ciudad de Osma, Gormaz, Recuerda, Carrascosa de Abajo és Fresno de Caracena községekkel határos. Lakosainak száma 8 fő (2024).

## Népesség
A település népessége az elmúlt években az alábbi módon változott:
| Lakosok száma | 18   | 23   | 21   | 11   | 10   | 9    | 7    | 8    | 8    | 8    |
|               | 2001 | 2004 | 2007 | 2009 | 2012 | 2014 | 2017 | 2019 | 2022 | 2024 |